# Собор Преображення Господнього (Кам'янка-Бузька)

## Опис
Греко-Католицька церква Преображення Господнього в м. Кам'янці-Бузькій збудована за ініціативами отця Володимира Касіяна та за активною участю парафіян упродовж 1996—2005 років. Церква знана тим, що у ній є копія Кам'янка-Бузької чудотворної ікони Богородиці (XVI ст.) Оригінал цієї відомої ікони перебуває у храмі Різдва Пресвятої Богородиці, який належить православній громаді.

## Історія
За народним переказом, шляхтичеві Юрію Струмилу — засновникові міста Кам'янки, яке з часом стало називатися Кам'янка-Струмилова, — явилася ікона Божої Матері. Проїжджаючи через дрімучий ліс, чоловік побачив у незвичайному сяйві ікону. Шляхтич одразу повідомив про це священників. Наступного дня ікона була урочисто перенесена до церкви Святого Миколая. Пізніше на місці появи ікони Божої Матері за кошти Струмила було збудовано невелику капличку і перенесено до неї реліквію. А згодом на місці каплички у 1605 році зведено дерев'яну церкву Різдва Пресвятої Богородиці.
Слава про Кам'янка-Струмиловську чудотворну ікону почала швидко поширюватися після того, як у часи спустошливих набігів татар у середині XVII століття Матір Божа почала плакати. Це чудо описано у знаменитій книзі Іоанікія Галятовського «Небо нове». Коли у 1862 році стару дерев'яну церкву Різдва Пресвятої Богородиці розібрали, то чудотворну ікону перенесли до церкви Святого Миколая.

## Створення церкви
У 1878—1882 роках завдяки старанням отця Михайла Цегельського була вимурувана нова церква Різдва Пресвятої Богородиці, яку урочисто посвятив єпископ-помічник Львівської архиєпархії Сильвестр (Сембратович) за участю 33 священників. У день освячення храму до нього урочистою процесією перенесли чудотворну ікону Матері Божої і помістили на почесному місці в головному вівтарі. Папа Римський Лев XIII надав 28 листопада 1898 року повний відпуст всім, хто «в сам день храмового празника або день перед тим, се є в передпразденство або через чотири дні опісля, в тому храмі помоляться за зріст і вивищення християнської віри та по наміренні Святішого Отця. Сей відпуст можна жертвувати або за живих, або за померлі душі…»
Ікону прикрашають численні дари-воти, пожертвувані Пресвятій Богородиці за вислухані молитви.